# Råby, Bromölla kommun
Råby är en småort i Bromölla kommun i Skåne län belägen i Ivetofta socken.

## Befolkningsutveckling
| Befolkningsutvecklingen i Råby 1990–2015 | Befolkningsutvecklingen i Råby 1990–2015 | Befolkningsutvecklingen i Råby 1990–2015 | Befolkningsutvecklingen i Råby 1990–2015 | Befolkningsutvecklingen i Råby 1990–2015 |
| ---------------------------------------- | ---------------------------------------- | ---------------------------------------- | ---------------------------------------- | ---------------------------------------- |
|                                          |                                          |                                          |                                          |                                          |
| År                                       |                                          |                                          | Folkmängd                                | Areal (ha)                               |
| 1990                                     | 1990                                     |                                          | 144                                      | 23                                       |
| 1995                                     | 1995                                     |                                          | 133                                      | 23                                       |
| 2000                                     | 2000                                     |                                          | 118                                      | 23                                       |
| 2005                                     | 2005                                     |                                          | 106                                      | 23                                       |
| 2010                                     | 2010                                     |                                          | 113                                      | 25                                       |
| 2015                                     | 2015                                     |                                          | 128                                      | 39                                       |
|                                          |                                          |                                          |                                          |                                          |